# Rudstone

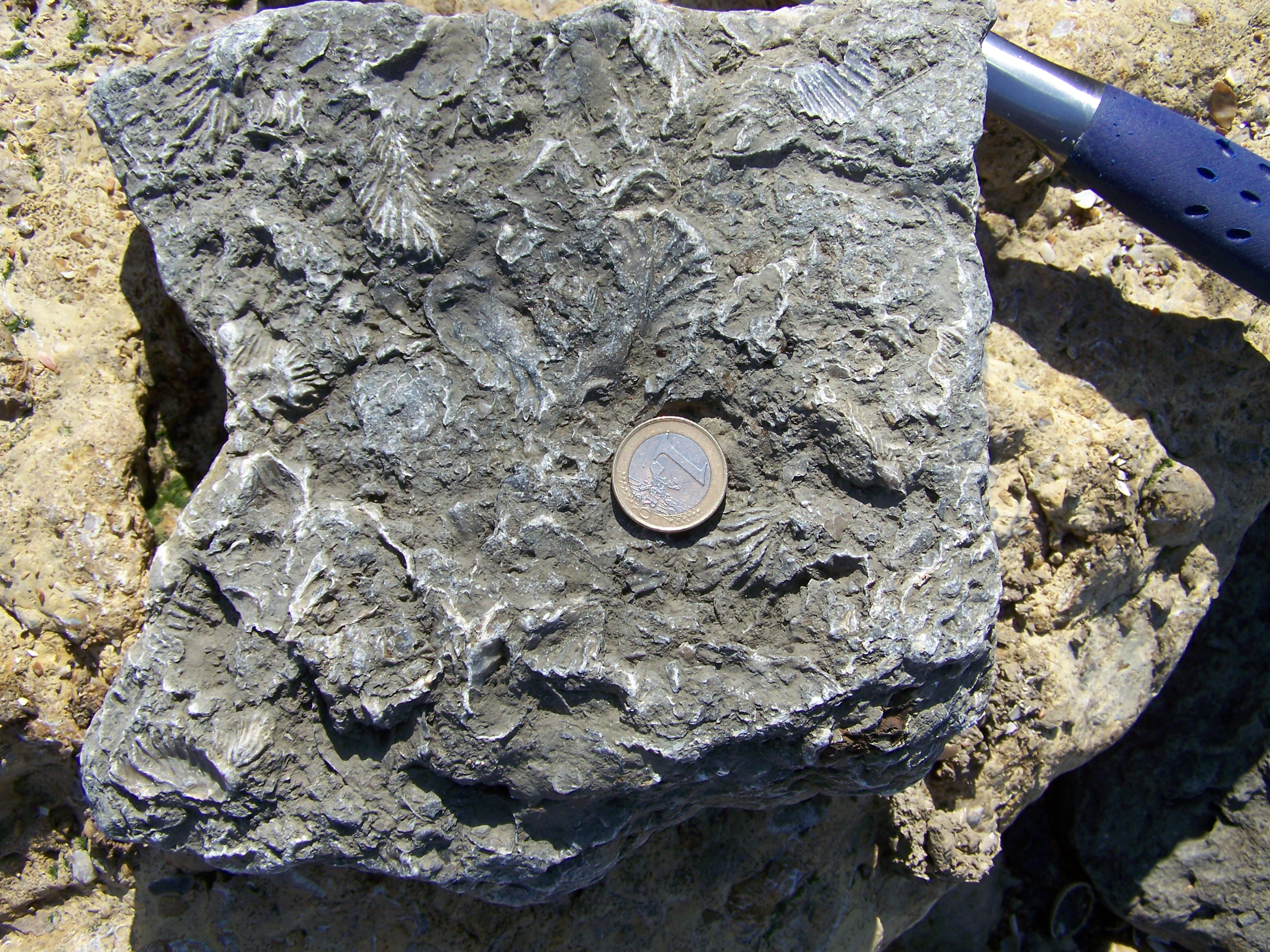
Rudstone met klasten van de Pelecypoda Gryphaea, Jura, Houlgate, Normandië.

Rudstone is een type carbonaatgesteente uit de indeling van Dunham. Rudstone is klasten-dragend met ten minste 10% klasten groter dan 2 mm. De matrix van een rudstone bestaat uit micriet (kalkmodder). De onderdelen van een rudstone werden bij de afzetting samengevoegd; voor het gesteente vormde waren ze nog niet met elkaar verbonden. Rudstone kwam in Dunhams oorspronkelijke indeling uit 1962 nog niet voor en werd later toegevoegd.
In de oorspronkelijke indeling werden alle carbonaatgesteentes met een micriet-matrix en bij afzetting niet samengebonden dragende klasten ingedeeld als packstone. Het verschil tussen rudstone en packstone is alleen de grootte van de klasten. Onder rudstone vallen bijvoorbeeld gesteentes die rijk zijn aan grotere fossielen, zoals voorkomen in biostromen. Andere rudstones zijn opgebouwd uit oöiden of pisoïden. Kalkhoudende breccies worden over het algemeen niet met Dunhams classificatie benoemd.
Rudstone ontstaat over het algemeen in middelmatig tot snel stromend water. Veel rudstone is gevormd bij tijdelijk snellere stroming, zoals in stormen over carbonaatplatforms of massabeweging over de flanken van riffen.